# Río de Galicia
Río de Galicia (Grupo Leche Río SA) es la empresa más importante del holding empresarial Grupo Lence. Facturó un total de 208,4 millones de euros en 2022.

## Historia
Jesús Lence (Castroverde, 1940), inicialmente dedicado a la explotación de una estación de servicio en Corgo (Lugo), inició su andadura en el transporte de leche debido a las deudas que tenía un transportista con él. 
Tras el éxito en este nuevo sector, comienza a envasar y comercializar su producto, naciendo en 1975 la empresa Refrileche.
Más tarde, Lácteos Lence SL, creada en 1981, y dedicada al envasado, que constituye el siguiente paso de la empresa hacia la integración vertical en la producción láctea. En 1998, cambió su nombre a Leche Río SL En este periodo se experimenta un amplio crecimiento en la producción y la capacidad pasa de 25.000 litros semanales a 700.000 litros semanales. 
En 2019, Carmen Lence, hija de Jesús Lence, se hizo cargo de la compañía tras el fallecimiento de este, logrando duplicar los beneficios de Grupo Lence en cinco años en el cargo.[cita requerida]

## Patrocinios deportivos
Desde los años 80, Río de Galicia, antes conocida como Leche Río, ha estado muy vinculada al mundo del deporte, especialmente al Club Baloncesto Breogán, del que es máximo accionista, siendo su CEO Carmen Lence presidenta de dicho club desde 2023, y también antiguamente su padre, Jesús Lence, fundador de la empresa.
Además, han patrocinado a otros equipos, como el Club Deportivo Lugo, Obradoiro Club de Amigos del Baloncesto, Porta XI Ensino CB, así como competiciones de diversos deportes, como el Rally San Froilán de Lugo. [cita requerida]